# Goljamo Pesjtene
Goljamo Pesjtene (bulgariska: Голямо Пещене) är ett distrikt i Bulgarien.   Det ligger i kommunen Obsjtina Vratsa och regionen Vratsa, i den nordvästra delen av landet, 70 km norr om huvudstaden Sofia.
Omgivningarna runt Goljamo Pesjtene är en mosaik av jordbruksmark och naturlig växtlighet. Runt Goljamo Pesjtene är det ganska tätbefolkat, med 108 invånare per kvadratkilometer.